# National Register of Historic Places in Rhode Island
Diese Tabelle enthält alle Listen, in denen die Einträge im National Register of Historic Places in den fünf Countys des US-amerikanischen Bundesstaates Rhode Island aufgeführt sind:
|       | \| \| County \| Liste der Einträge in das NRHP im County \| Anzahl \| \| ----- \| ---------- \| ---------------------------------------- \| ------ \| \| 1 \| Bristol \| NRHP-Einträge im Bristol County \| 26 \| \| 2 \| Kent \| NRHP-Einträge im Kent County \| 82 \| \| 3 \| Newport \| NRHP-Einträge im Newport County \| 128 \| \| 4 \| Providence \| NRHP-Einträge im Providence County \| 400 \| \| 5 \| Washington \| NRHP-Einträge im Washington County \| 136 \| \| Summe \| Summe \| Summe \| 772 1 \| 1 Einige Objekte könnten aufgrund ihrer Lage in mehreren Listen eingeordnet sein, weshalb die angegebene Summe ggf. nicht exakt ist. |                                          |        |
|       | County | Liste der Einträge in das NRHP im County | Anzahl |
| 1     | Bristol | NRHP-Einträge im Bristol County          | 26     |
| 2     | Kent | NRHP-Einträge im Kent County             | 82     |
| 3     | Newport | NRHP-Einträge im Newport County          | 128    |
| 4     | Providence | NRHP-Einträge im Providence County       | 400    |
| 5     | Washington | NRHP-Einträge im Washington County       | 136    |
| Summe | Summe | Summe                                    | 772 1  |